# Druga grupa odredov
Druga grupa odredov je bila slovenska partizanska enota med drugo svetovno vojno.
Druga grupa odredov je nastala ob splošni preureditvi slovenskih partizanskih enot spomladi 1942. 1. maja 1942 so »1. partizansko brigado« (Štajersko brigado) po ukazu glavnega poveljstva slovenskih partizanskih čet preimenovali in preoblikovali v II. grupo odredov. Sredi junija je bilo v njenih enotah na Dolenjskem preko 700 borcev razporejenih v treh bataljonih Savinjskega odreda in v dveh bataljonih Pohorskega odreda, na Štajerskem pa je deloval njen 1. štajerski bataljon (Štajerski partizanski bataljon). Kljub preoblikovanju v II. grupo odredov je enota obdržala lastnost udarne brigade do prihoda dela svojih enot na Štajersko. Komandant odreda je bil Franc Rozman - Stane, politični komisar pa Dušan Kveder - Tomaž.
Druga grupa odredov je bila določena za krepitev NOB na Štajerskem. Po prvem ponesrečenem poskusu prehoda čez Savo pod Jančami je 26. junija 1942 glavnina II. grupe odredov s 550 borci krenila proti Štajerski prek Notranjske in Gorenjske; 1. bataljon Savinjskega odreda pa se je tja prebil prek Koroške. Po dvomesečnem pohodu in mnogih bojih je na Štajersko prišlo 120 borcev. Štab II. grupe odredov je na Dobrovljah 11. septembra borce, ki so prišli iz Dolenjske, in borce 1. bataljona Savinjskega odreda razporedil v 4. bataljone: Pohorskega, Savinjskega, Moravškega in Kozjanskega, ki naj bi postali jedra novih odredov. Borce enot, ki so ostali na Dolenjskem ali so se tja vrnili s pohoda proti Štajerski, so vključili v prve tri slovenske udarne brigade.
Po preureditvi slovenske partizanske vojske konec decembra 1942 so II. grupo odredov 14. januara 1943 preimenovali v IV. operativno cono. Pred tem so enote II. grupe odredov delovale na Štajerskem, v vzhodnem delu Gorenjske, manjša enota pa se je konec 1942 ustalila na vzhodnem Koroškem.